# Međunarodne Olimpijske igre ratnih zarobljenika
Međunarodne Olimpijske igre ratnih zarobljenika su bile "posebne Olimpijske igre" koje su upriličili ratni zarobljenici kolovoza 1940. godine u stalagu broj XIII-A u Langwasseru kod Nürnberga u Njemačkoj. 
Sašivena je olimpijska zastava od majice poljskog zatvorenika, dimenzija 29 s 46 cm. Iscrtana je kredom, a na njoj su bili olimpijski prsteni i zastavice Belgije, Francuske, Velike Britanije, Norveške, Poljske i Nizozemske. O tome je događaju poljski redatelj Andrzej Kotkowski 1979. godine snimio film Olimpiada '40 u kojem je ispričao priču o ovim igrama i jednog od ratnih zarobljenika, Teodora Niewiadomskog.